# مقولة (سنحان)

تعديل مصدري - تعديل

مَقْوَلَة هي إحدى قرى عزلة الربع الشرقي بمديرية سنحان وبني بهلول التابعة لمحافظة صنعاء، وتقع إلى الجنوب من العاصمة صنعاء وتبعد عنها بنحو 35 كيلو متراً. بلغ تعداد سكانها 2136 نسمة حسب تعداد اليمن لعام 2004. يحدها شمالاً قرية شيعان، وذرح شمال شرق، وسيان وجبل يفعان شمال غرب، وجنوب شرق بيت الأحمر (مسقط رأس الرئيس السابق علي عبد الله صالح) والسرين، ومن جنوب غرب الجحشي ومسعود.

## التسمية
وتعود تسميتها بهذا الإسم كونها كانت مقراً للأقيال، ويقال أنها سُميت بهذ الإسم نسبة إلى (قيل/قيالة)، والقيل، كما هو معروف في الحضارة اليمنية القديمة، لقب كان يطلق في عصور ما قبل الإسلام، على حاكم إقليم أو مقاطعة، وهم أمراء محليون يتفاوتون من ناحية الأهمية أو القوة الاقتصادية - السياسية بمقدار ما يملكون من أرض وعدد من يتبعهم من حملة السلاح، وقد يصل بعضهم إلى حكم المملكة، فهناك مثال هام يذكر أن أحد أقيال هذه المنطقة بالذات وصل إلى حكم مملكة سبأ، وهو «انمار يهامن» ملك سبأ وذي ريدان الذي حكم في (النصف الأول من القرن الثاني الميلادي). وفي مقولة أسفرت الحفريات الأثرية التي قام بها قسم الآثار في جامعة صنعاء في عامي (97 - 1998 ميلادية) عن اكتشاف موقع هام يعود تاريخه إلى فترة ما قبل الإسلام حيث عُثر على أساسات لمبنى ضخم يعتقد أنه أحد معابد الآلهة القديمة أو أنه أحد قصور الحكام الذين كانوا يحكمون في هذه المنطقة أولئك الحكام الذين كانوا يمتازون بالدهاء الفطري، وقد عاشت اليمن آنذاك في رخاء وازدهار الأمر الذي أدى إلى عمران تلك المباني الضخمة، التي عكست مدى تطور الفنون المعمارية، فقد نحتت أحجار هذا الموقع بعناية ومهارة فائقة. كما كشفت الحفريات عن وجود بقايا قصور ومعابد وومنشآت ري ومقابر. كما عُثِر على عن أواني فخارية كبيرة كانت تستخدم على الأغلب لخزن الحبوب ـ المؤن الحياتية ـ وغيرها، ووجود مثل تلك الأواني الضخمة يدل ـ أيضاً ـ على مدى الرخاء الاقتصادي الذي كانت تعيش فيه هذه المنطقة والتي لن يأتي إلا بوجود الحكام الأقوياء الذين استطاعوا أن يوفروا لمنطقتهم الأمن والاستقرار المعيشي، في الوقت الذي كانت تدور فيه رحى الحروب في كافة الأراضي المجاورة لها مثل حروب السبئيين مع الحميريين، والسبئيين مع القتبانيين.إلخ.

## ملحوظون من القرية
ينسب إليها القائد العسكري مهدي مقولة.